# Balanophyllia ukrainensis
Balanophyllia ukrainensis är en korallart som beskrevs av Stephen D. Cairns 200. Balanophyllia ukrainensis ingår i släktet Balanophyllia och familjen Dendrophylliidae. Inga underarter finns listade i Catalogue of Life.